# Vaucheria
Genre
Synonymes
- Ectosperma Vaucher, 1803[2]

Vaucheria  est l'un des deux genres d'algues filamenteuses vertes-jaunes de la famille des Vaucheriaceae au sein de la classe des Xanthophyceae, vivant en eaux douces à saumâtre.

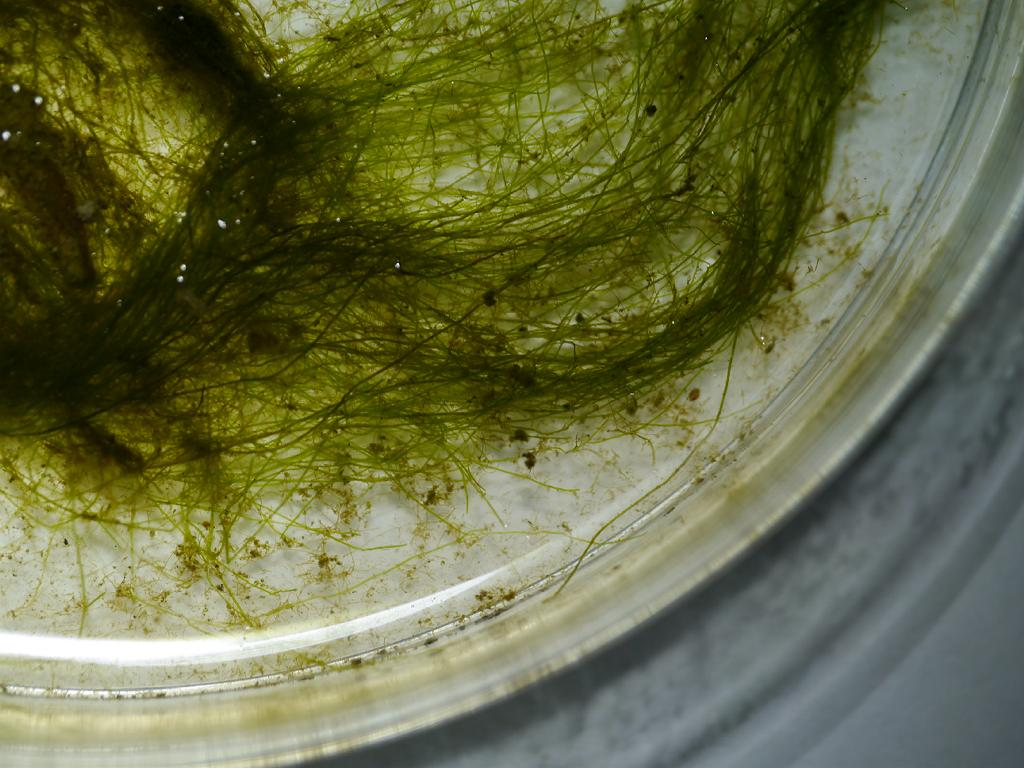
Filaments de Vaucheria sp.

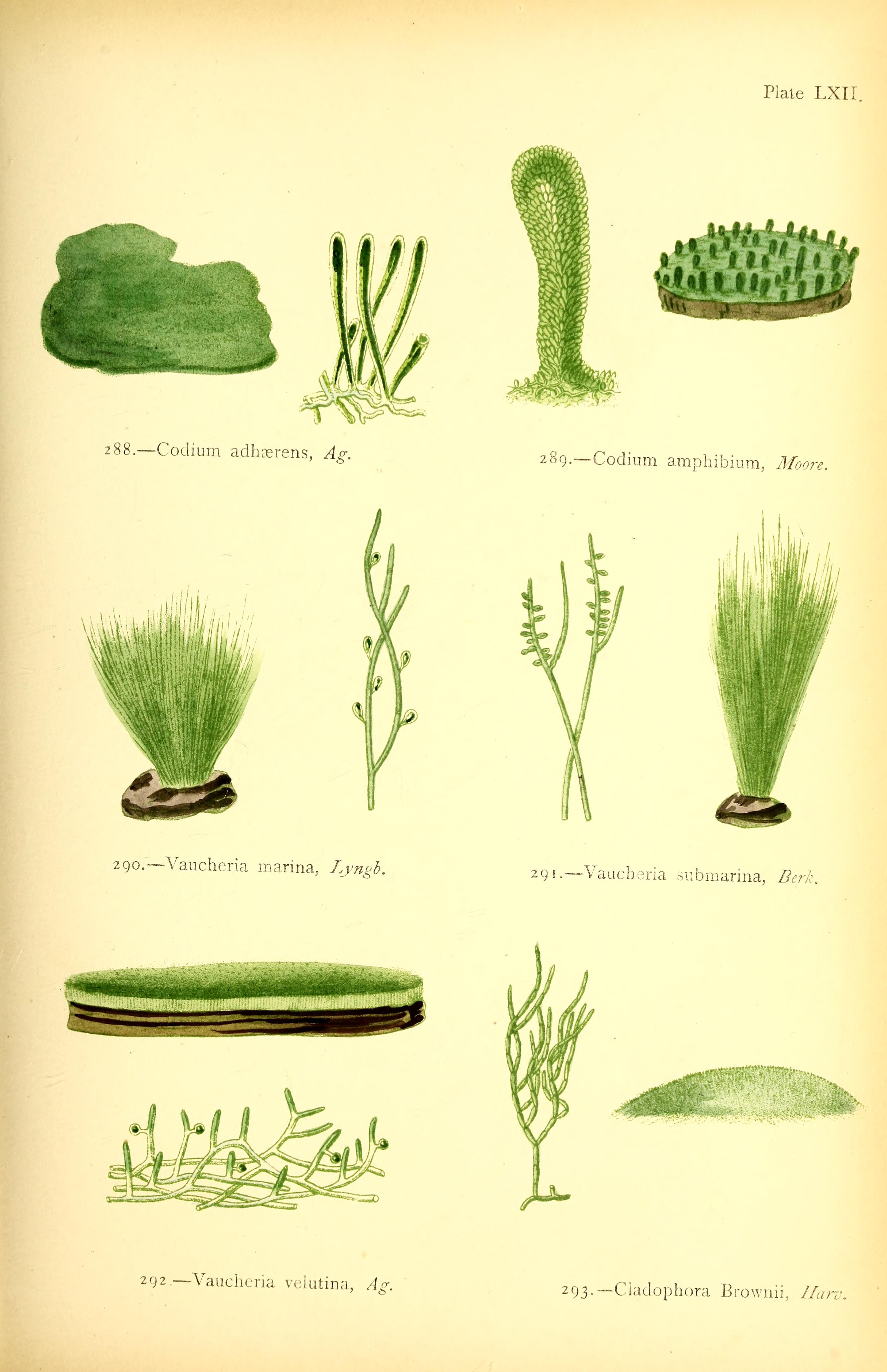
Planche naturaliste ancienne (1872) dessinée par le Professor Harvey's dans "Phycologia Britannica", présentant des algues marines du genre Vaucheria

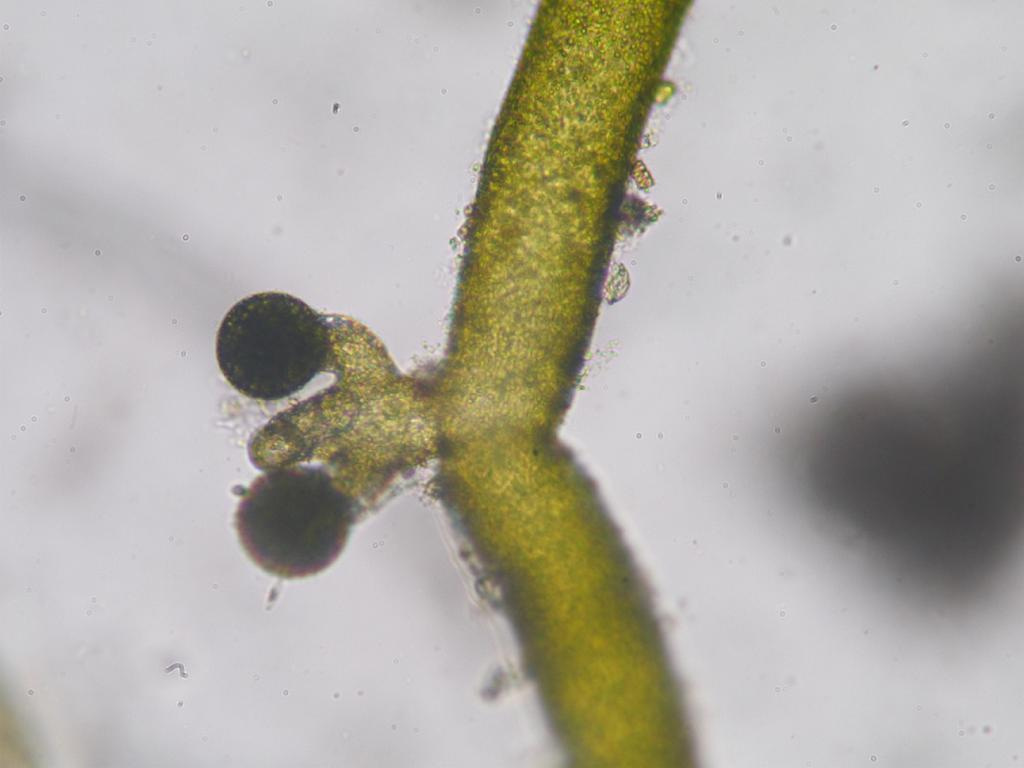
Reproduction sexuée chez une espèces de Vaucheria (vue au microscope)

L'espèce-type (type species) de ce genre est Vaucheria disperma,.
Cette algue s'est notamment fait connaitre des amateurs de curiosités naturalistes parce que consommée par la limace de mer verte Elysia chlorotica qui est grâce à cela l'un des rares animaux « photosynthétiques », en raison du fait que cet animal conserve  les chloroplastes fonctionnels des vaucherias qu'il ingère ce qui lui permet ensuite de produire de l'oxygène natif et sa propre énergie à partir de la lumière solaire.

## Étymologie
Le nom a été donné en hommage au pasteur et botaniste suisse Jean Pierre Étienne Vaucher (1763-1841). 

## Habitats
Eaux douces à saumâtres, éclairées.

## Biologie
Les algues filamenteuses du genre Vaucheria sont coenocytiques (plusieurs noyaux par cellule) et caractérisées par une croissance apicale rapide et régulière (La pointe du filament ne cesse de croître, tant que les conditions de vie de l'algue sont bonnes). 
Elles forment des tapis plus ou moins denses dans certains milieux aquatiques terrestres et d'eau douce à saumâtre,. 
Ses filaments forment des coenocytes avec une grande vacuole centrale qui grandit au milieu du cytoplasme environnant ; la vacuole s'étend sur toute la longueur du filament sauf au niveau de pointe en croissance. Les chloroplastes sont disposés sur la périphérie du cytoplasme avec les noyaux qui s'agrègent vers le centre près de la vacuole.
Les espèces de ce genre ont un cycle de vie dit diplontique alors qu'on les a d'abord cru haplontique.

## État des populations, pressions, menaces
Les données manquant pour une évaluation complète. Ce type d'algue ne parait pas en danger, mais il est plus que d'autres vulnérables à certains biocides et à certains désherbants en particulier (La mise en contact de Vaucheria avec une eau contenant seulement 1 µg/l de malathion suffit a induire l'apparition de cristaux bruns à l'intérieur du cytoplasme, de même que la formation d'une seconde paroi cellulaire à l'intérieur de la première et des anomalies de conformation du gamétange juste après la mise en contact initiale.

## Liste d'espèces
Selon AlgaeBase (15 août 2017) :
- Vaucheria acrandra Ott & Hommersand
- Vaucheria adela Ott & Hommersand
- Vaucheria adunca C.-C.Jao
- Vaucheria aestuarii Muralidhar, Novis & Broady
- Vaucheria alaskana Blum
- Vaucheria amphibia Randhawa
- Vaucheria antarctica Renisch
- Vaucheria aponina (Pollini) Sprengel (Sans vérification)
- Vaucheria appendiculata (Vaucher) De Candolle (Sans vérification)
- Vaucheria aquatica (Müller) Lyngbye (Sans vérification)
- Vaucheria arcassonensis P.J.L.Dangeard
- Vaucheria arechavaletae Magnus & Wille
- Vaucheria australis C.Agardh (Statut incertain)
- Vaucheria aversa Hassall
- Vaucheria bermudensis W.R.Taylor & Bernatowicz
- Vaucheria bicornigera T.J.Entwisle
- Vaucheria bilateralis C.-C.Jao
- Vaucheria birostris J.Simons
- Vaucheria bombycina Bory (Sans vérification)
- Vaucheria borealis Hirn
- Vaucheria boryana C.Agardh (Sans vérification)
- Vaucheria bursata (O.F.Müller) C.Agardh
- Vaucheria caloundrensis A.B.Cribb
- Vaucheria canalicularis (Linnaeus) T.A.Christensen
- Vaucheria circinata Kützing (Sans vérification)
- Vaucheria compacta (Collins) Collins ex W.R.Taylor
- Vaucheria conifera T.A.Christensen
- Vaucheria coronata Nordstedt
- Vaucheria crenulata Prescott
- Vaucheria cruciata (Vaucher) De Candolle
- Vaucheria dalmatica Zanardini (Sans vérification)
- Vaucheria decumbens Visloukh (Sans vérification)
- Vaucheria dichotoma (Linnaeus) C.Martius
- Vaucheria dillwynii (F.Weber & D.Mohr) C.Agardh
- Vaucheria discoidea C.E.Taft
- Vaucheria edaphica Muralidhar, Novis & Broady
- Vaucheria elongata C.Agardh
- Vaucheria erecta J.Arechavaleta (Statut incertain)
- Vaucheria erythrospora T.A.Christensen
- Vaucheria flexuosa Rafinesque (Sans vérification)
- Vaucheria fluitans Klebs (Sans vérification)
- Vaucheria folliculata Walz
- Vaucheria fontinalis (Linnaeus) T.A.Christensen
- Vaucheria frigida (Roth) C.Agardh
- Vaucheria fusca (Roth) C.Agardh (Sans vérification)
- Vaucheria gardneri Collins
- Vaucheria geminata (Vaucher) De Candolle
- Vaucheria glaucescens Martius (Sans vérification)
- Vaucheria globulifera West & G.S.West (Statut incertain)
- Vaucheria glomerata Blum & Womersley
- Vaucheria granulata (Linnaeus) Lyngbye (Sans vérification)
- Vaucheria gyrogyna T.J.Entwisle
- Vaucheria hamata (Vaucher) De Candolle
- Vaucheria hamulata Kützing (Sans vérification)
- Vaucheria hercyniana Rieth
- Vaucheria hookeri Kützing
- Vaucheria humicola Lagerheim (Sans vérification)
- Vaucheria humilis J.Arechavaleta (Statut incertain)
- Vaucheria incurva T.A.Christensen
- Vaucheria infusionum (Schrank) De Candolle (Sans vérification)
- Vaucheria intermedia Nordstedt
- Vaucheria islandica (Börg.) Cedergren (Sans vérification)
- Vaucheria jaoi S.-H.Ley
- Vaucheria japonica Yamagishi (Sans vérification)
- Vaucheria javanica Kützing
- Vaucheria jonesii Prescott
- Vaucheria karachiensis Saifullah, Nizamuddin & Gul
- Vaucheria karnaphulii Islam
- Vaucheria leyana Q.-X.Wang & W.-M.Bao
- Vaucheria lii Rieth
- Vaucheria litorea C.Agardh
- Vaucheria longata Blum
- Vaucheria longicaulis Hoppaugh
- Vaucheria longipes Collins
- Vaucheria macrocarpa J.Arechavaleta (Statut incertain)
- Vaucheria macrorhiza Schousboe (Sans vérification)
- Vaucheria madhuensis R.J.Patel
- Vaucheria mammiformis De Candolle
- Vaucheria maritima Kützing
- Vaucheria maritima P.Crouan & H.Crouan (Statut incertain)
- Vaucheria mauritanica Schousboe (Sans vérification)
- Vaucheria mayyanadensis N.A.Erady
- Vaucheria mediterranea Derbès & Solier
- Vaucheria medusa T.A.Christensen
- Vaucheria megaspora Iwanoff
- Vaucheria melanocarpa Schousboe (Sans vérification)
- Vaucheria melanosperma Schousboe (Sans vérification)
- Vaucheria micranthera P.González
- Vaucheria microscopica Schrank (Statut incertain)
- Vaucheria minuta Blum & Conover
- Vaucheria mulleola Skuja
- Vaucheria multicapsularis (Dillwyn) Lyngbye (Sans vérification)
- Vaucheria multicornis (Vaucher) De Candolle (Sans vérification)
- Vaucheria nanandra T.J.Entwisle
- Vaucheria nasuta W.R.Taylor & Bernatowicz
- Vaucheria orientalis West & G.S.West
- Vaucheria orthocarpa Reinsch
- Vaucheria ovata (Vaucher) De Candolle (Sans vérification)
- Vaucheria ovoidea Hassall (Statut incertain)
- Vaucheria patagonica Hylmö
- Vaucheria pendula P.Reinsch (Sans vérification)
- Vaucheria piloboloides Thuret
- Vaucheria pilus Martens ex Kützing (Sans vérification)
- Vaucheria polymorpha H.C.Wood
- Vaucheria polymorpha Meyen (Statut incertain)
- Vaucheria prasadense O.N.Srivastava, M.Srivastava & U.S.Prasad
- Vaucheria prescottii A.K.M.N.Islam
- Vaucheria prolifera P.J.L.Dangeard
- Vaucheria prona T.A.Christensen
- Vaucheria pronosperma A.K.M.N.Islam
- Vaucheria pseudogeminata P.J.L.Dangeard
- Vaucheria pseudomonoica F.E.Fritsch & Rich
- Vaucheria pseudosessilis V.J.Chapman
- Vaucheria pulchella J.Arechavaleta (Statut incertain)
- Vaucheria racemosa (Vaucher) De Candolle
- Vaucheria ramosa J.Arechavaleta (Statut incertain)
- Vaucheria randhawae T.A.Sarma & R.S.Rattan
- Vaucheria rasa (Vaucher) De Candolle (Sans vérification)
- Vaucheria rostellata Kützing (Sans vérification)
- Vaucheria sacculifera Kützing (Sans vérification)
- Vaucheria salina Kützing (Sans vérification)
- Vaucheria schleicheri De Wildeman
- Vaucheria sericea Lyngbye (Sans vérification)
- Vaucheria sescuplicaria T.A.Christensen
- Vaucheria sessilis (Vaucher) De Candolle
- Vaucheria simplex P.Crouan & H.Crouan
- Vaucheria spegazzinii J.Arechavaleta (Statut incertain)
- Vaucheria sphaerocarpa Kützing (Sans vérification)
- Vaucheria stricta Rafinesque (Sans vérification)
- Vaucheria subarechavaletae Borge
- Vaucheria submarina (Lyngbye) Berkeley
- Vaucheria subsimplex P.Crouan & H.Crouan
- Vaucheria synandra Woronin
- Vaucheria taylorii Blum
- Vaucheria terrestris (Vaucher) De Candolle
- Vaucheria tingitana Schousboe (Sans vérification)
- Vaucheria trifurcata Kützing (Sans vérification)
- Vaucheria trigemina Kützing (Sans vérification)
- Vaucheria uncinata Kützing
- Vaucheria undulata C.-C.Jao
- Vaucheria ungeri Thuret
- Vaucheria velutina C.Agardh
- Vaucheria venkataramanii T.A.Sarma & R.S.Rattan
- Vaucheria verticillata Meneghini
- Vaucheria vesicata (Mueller) Leiblein (Sans vérification)
- Vaucheria vesiculosa Kützing (Sans vérification)
- Vaucheria vipera Blum
- Vaucheria walzii Rothert
- Vaucheria woroniniana Heering
- Vaucheria zapotecana Bonilla-Rodriguez, Garduno-Solorzano, Martinez-Garcia, Campos, Monsalvo-Reyes & Quintanar-Zuniga

Selon ITIS (15 août 2017) :
- Vaucheria acranda
- Vaucheria adela
- Vaucheria arcassonensis
- Vaucheria aversa Hass.
- Vaucheria bermudensis
- Vaucheria borealis Hirn.
- Vaucheria compacta
- Vaucheria coronata
- Vaucheria dillwynii (Weber & Mohr) Agardh
- Vaucheria disperma De Candolle
- Vaucheria erythrospora
- Vaucheria fontinalis (Linnaeus) Christensen
- Vaucheria geminata (Vaucher) De Candolle
- Vaucheria hamata (Vaucher) Lyngbye
- Vaucheria litorea
- Vaucheria longicaulis Hopp.
- Vaucheria longipes Collins
- Vaucheria minuta
- Vaucheria nasuta
- Vaucheria nicholsii Brown, 1937
- Vaucheria ornithocephala Agardh
- Vaucheria orthocarpa Reinsch.
- Vaucheria pachyderma Walz.
- Vaucheria piloboloides
- Vaucheria racemosa (Vaucher) De Candolle
- Vaucheria sesscuplicaria
- Vaucheria sessilis (Vaucher) De Candolle
- Vaucheria sphaerospora
- Vaucheria terrestris (Vaucher) De Candolle
- Vaucheria thuretii
- Vaucheria uncinata Kuetzing

Selon World Register of Marine Species (15 août 2017) :
- Vaucheria acrandra Ott & Hommersand, 1974
- Vaucheria adela Ott & Hommersand, 1974
- Vaucheria adunca C.-C.Jao, 1939
- Vaucheria aestuarii Muralidhar, Novis & Broady, 2014
- Vaucheria alaskana Blum, 1953
- Vaucheria amphibia Randhawa, 1939
- Vaucheria antarctica Renisch, 1890
- Vaucheria arcassonensis P.J.L.Dangeard, 1939
- Vaucheria arechavaletae Magnus & Wille, 1884
- Vaucheria aversa Hassall, 1843
- Vaucheria bermudensis W.R.Taylor & Bernatowicz, 1952
- Vaucheria bicornigera T.J.Entwisle, 1988
- Vaucheria borealis Hirn, 1900
- Vaucheria bursata (O.F.Müller) C.Agardh, 1811
- Vaucheria caloundrensis A.B.Cribb
- Vaucheria canalicularis (Linnaeus) T.A.Christensen, 1968
- Vaucheria compacta (F.S.Collins) F.S.Collins ex W.R.Taylor, 1937
- Vaucheria conifera T.A.Christensen, 1987
- Vaucheria coronata Nordstedt, 1879
- Vaucheria cruciata (Vaucher) De Candolle, 1805
- Vaucheria dichotoma (Linnaeus) Martius, 1817
- Vaucheria dillwynii (F.Weber & Mohr) C.Agardh, 1811
- Vaucheria edaphica Muralidhar, Novis & Broady, 2014
- Vaucheria erythrospora T.A.Christensen, 1956
- Vaucheria fontinalis (Linnaeus) T.A.Christensen, 1868
- Vaucheria frigida (Roth) C.Agardh, 1824
- Vaucheria gardneri Collins, 1907
- Vaucheria geminata (Vaucher) De Candolle, 1805
- Vaucheria glomerata Blum & Womersley, 1955
- Vaucheria gyrogyna T.J.Entwisle, 1988
- Vaucheria hamata (Vaucher) De Candolle, 1805
- Vaucheria hercyniana Rieth, 1974
- Vaucheria incurva T.A.Christensen, 1986
- Vaucheria intermedia Nordstedt, 1879
- Vaucheria jaoi S.H.Ley, 1944
- Vaucheria javanica Kützing, 1849
- Vaucheria karachiensis Saifullah, Nizamuddin & Gul, 2003
- Vaucheria lii Rieth, 1959
- Vaucheria litorea C.Agardh, 1823
- Vaucheria longata Blum, 1953
- Vaucheria longicaulis Hoppaugh, 1930
- Vaucheria longipes F.S.Collins
- Vaucheria mayyanadensis
- Vaucheria medusa T.A.Christensen, 1952
- Vaucheria megaspora Iwanoff, 1900
- Vaucheria micranthera P.González, 1944
- Vaucheria minuta Blum & Conover, 1953
- Vaucheria mulleola Skuja, 1964
- Vaucheria nanandra T.J.Entwisle, 1988
- Vaucheria nasuta W.R.Taylor & Bernatowicz, 1953
- Vaucheria patagonica Hylmö, 1938
- Vaucheria piloboloides Thuret, 1854
- Vaucheria polymorpha H.C.Wood, 1869
- Vaucheria prescottii Islam, 1965
- Vaucheria prolifera P.J.L.Dangeard, 1939
- Vaucheria prona T.A.Christensen, 1970
- Vaucheria pronosperma Islam, 1965
- Vaucheria pseudogeminata P.J.L.Dangeard, 1939
- Vaucheria racemosa (Vaucher) De Candolle, 1805
- Vaucheria schleicheri De Wildeman, 1895
- Vaucheria sescuplicaria T.A.Christensen, 1952
- Vaucheria sessilis (Vaucher) De Candolle, 1805
- Vaucheria simplex P.L.Crouan & H.M.Crouan
- Vaucheria subarechavaletae Borge, 1901
- Vaucheria submarina (Lyngbye) Berkeley, 1832
- Vaucheria subsimplex P.L.Crouan & H.M.Crouan, 1867
- Vaucheria synandra Woronin, 1869
- Vaucheria taylorii Blum, 1971
- Vaucheria terrestris (Vaucher) De Candolle, 1805
- Vaucheria uncinata Kützing, 1856
- Vaucheria undulata C.-C.Jao, 1936
- Vaucheria velutina C.Agardh, 1824
- Vaucheria verticillata Meneghini, 1837
- Vaucheria vipera Blum, 1960
- Vaucheria walzii Rothert, 1896
- Vaucheria woroniniana Heering, 1907
- Vaucheria zapotecana Bonilla-Rodriguez, Garduno-Solorzano, Martinez-Garcia, Campos, Monsalvo-Reyes & Quintanar-Zuniga, 2013